# Dereń świdwa
Dereń świdwa (Cornus sanguinea L.) – gatunek rośliny wieloletniej z rodziny dereniowatych. Występuje w Europie i zachodniej Azji. W Polsce jest gatunkiem dość pospolitym, rzadziej występuje tylko na północy. Bywa uprawiany jako roślina ozdobna, niekiedy dziczeje.

## Morfologia

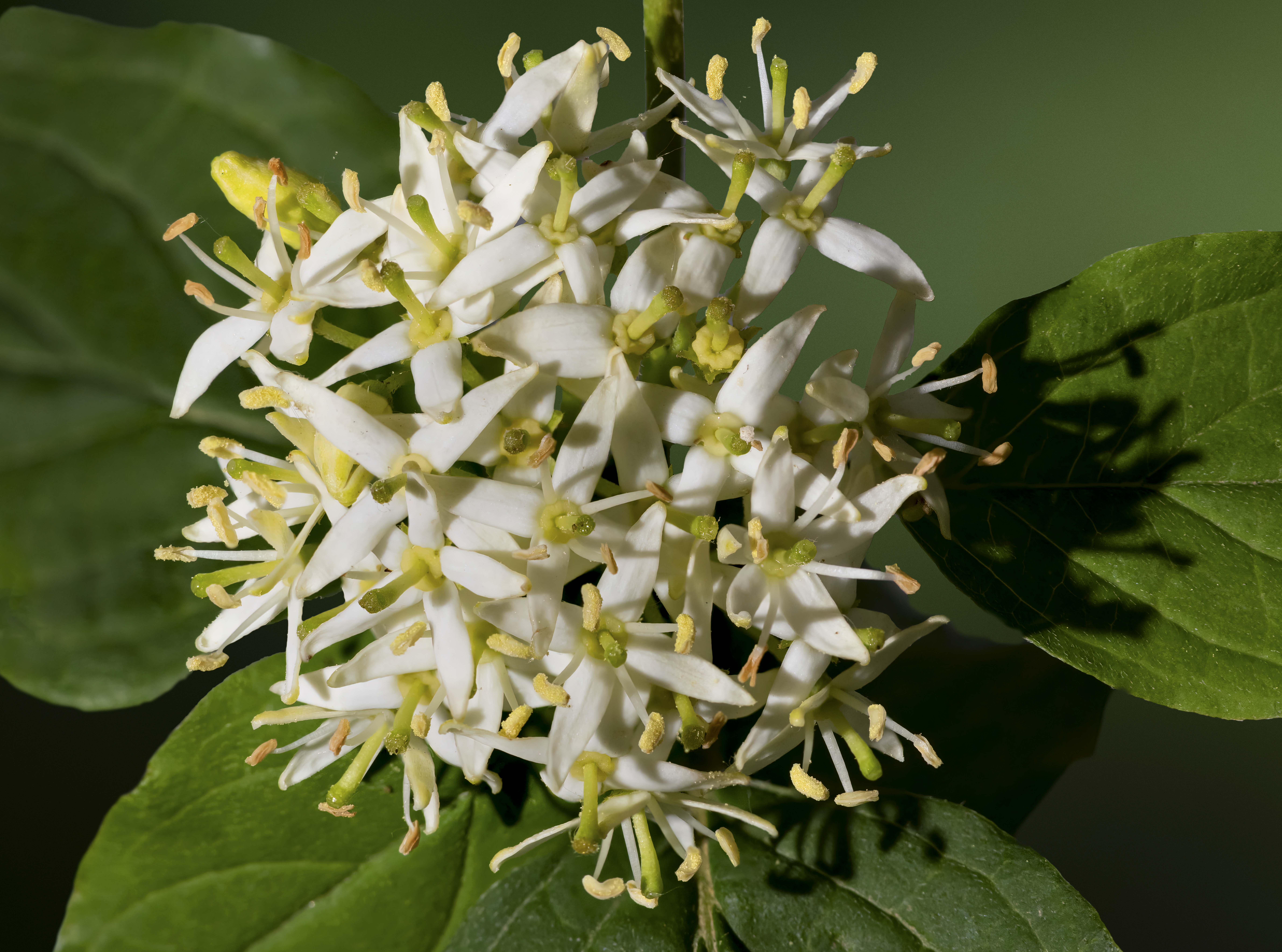
Kwiatostan

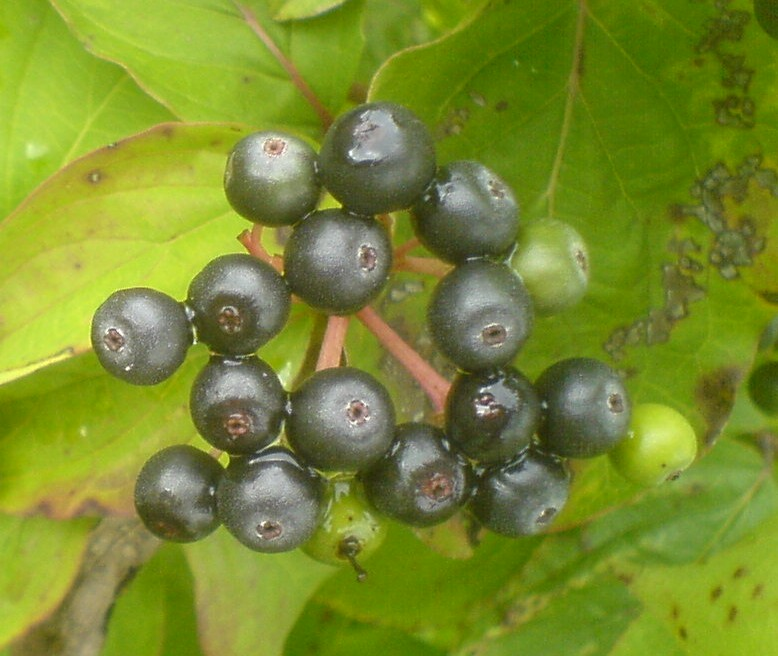
Owoce

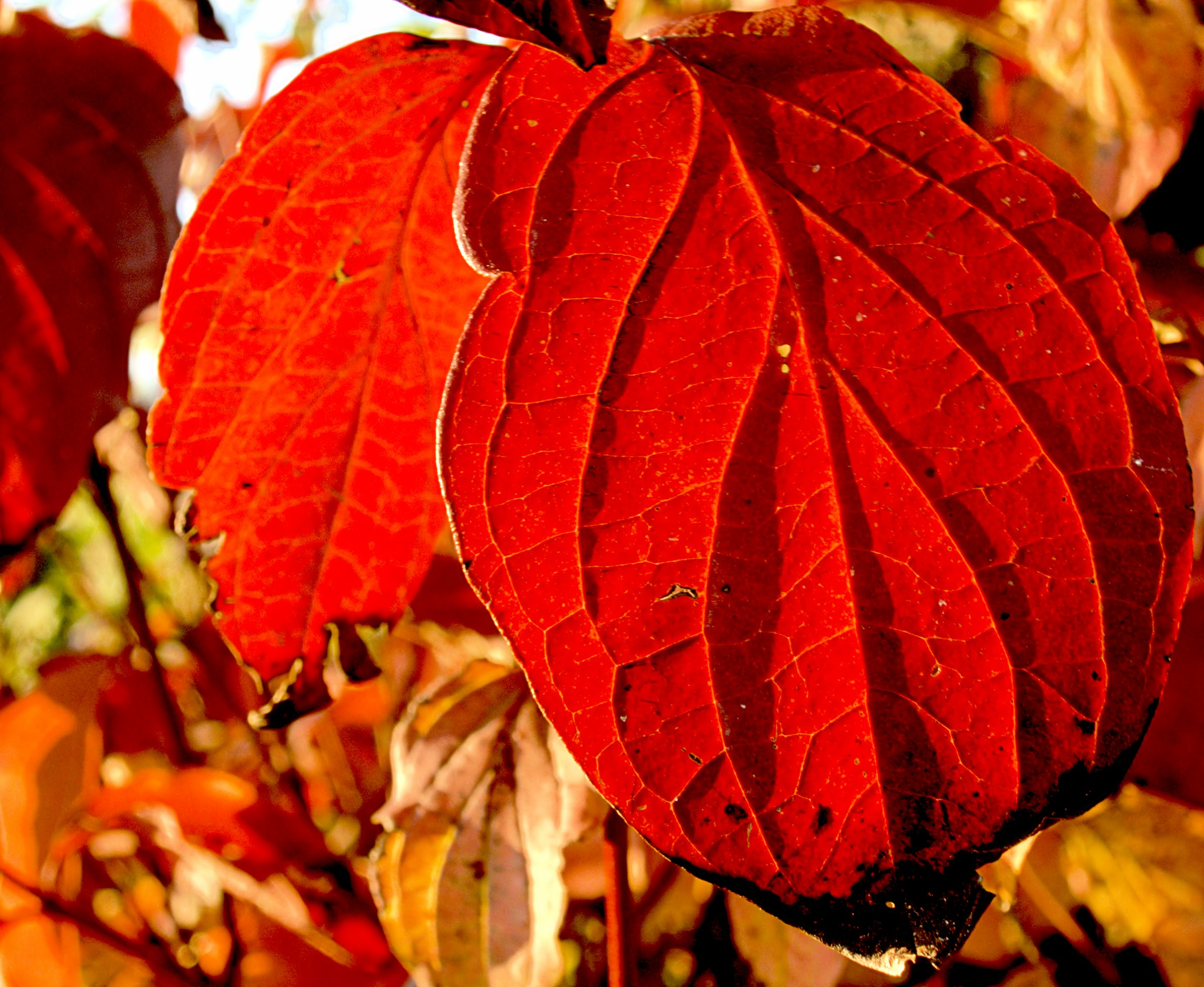
Liście jesienią

PokrójKrzew o wysokości 2 – 5 m, z brunatnozielonymi gałązkami, które w jesieni i zimie są krwistoczerwone
LiścieJajowate, obustronnie zielone, o długości od 5 do 8 cm. Jesienią przebarwiają się na jaskrawoczerwony kolor.
KwiatyBiałe, 4-płatkowe, skupione w płaskich podbaldachach.
OwoceJagody, kuliste, dojrzałe w kolorze niebiesko-czarnym.

## Biologia i ekologia

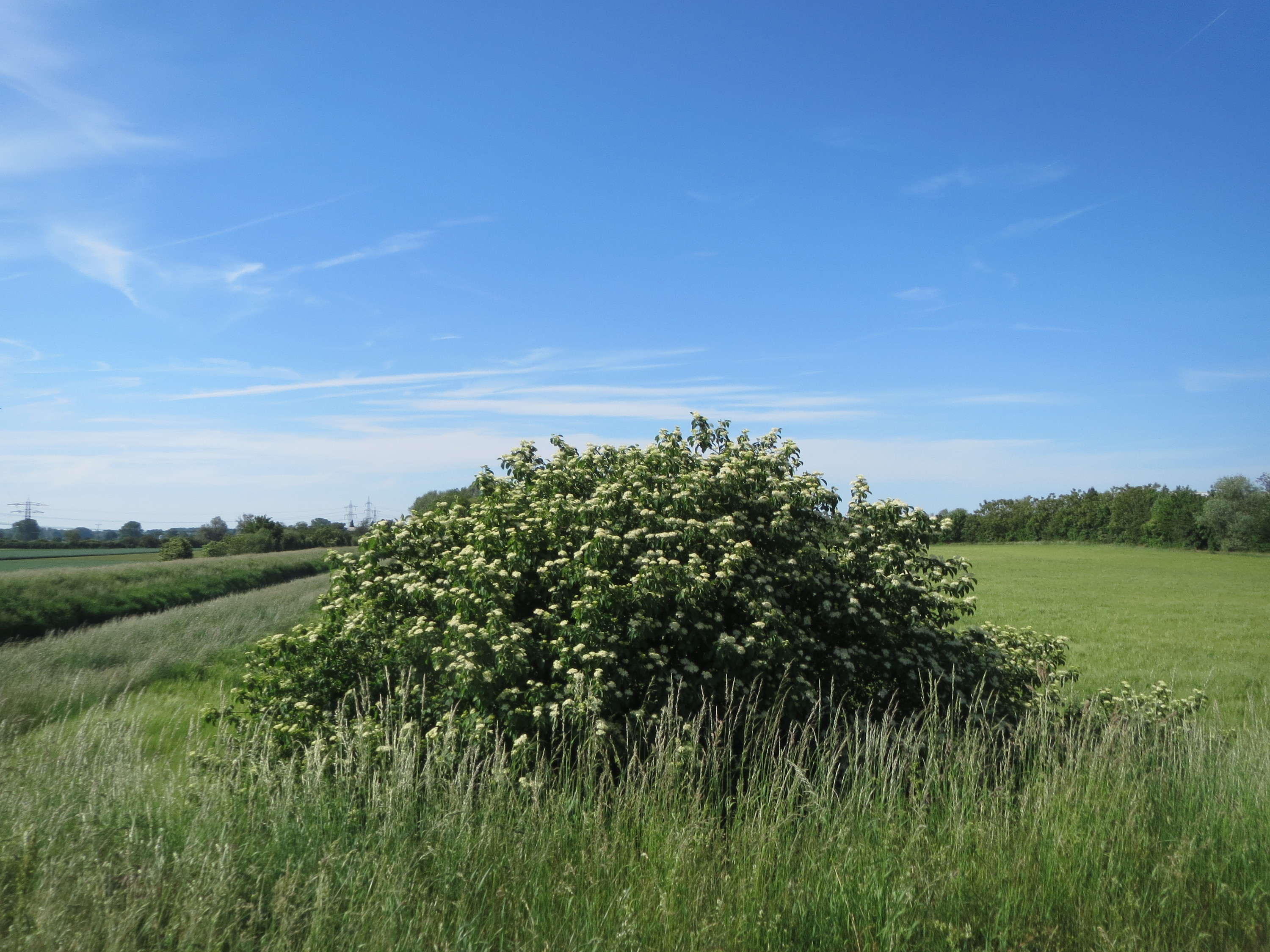
Pokrój

Krzew, nanofanerofit. Kwitnie w Polsce w maju i czerwcu. Rośnie w lasach liściastych i mieszanych, zaroślach i na skrajach polan i lasów. W klasyfikacji zbiorowisk roślinnych gatunek charakterystyczny dla klasy (Cl.) Rhamno-Prunetea oraz zespołu (Ass.) Rhamno-Cornetum sanguinei. Liczba chromosomów 2n = 22.

## Zastosowanie
- Sadzony jako roślina ozdobna. Zazwyczaj używany jest do rekultywacji skarp, wysypisk i nieużytków, gdyż ma małe wymagania, a za pomocą odrostów korzeniowych szybko się rozrasta.[4]
- Owoce są jadalne, ale dopiero gdy całkowicie dojrzeją[4].
- Dawnej nasiona wykorzystywano do produkcji oleju stosowanego przy produkcji mydła.

## Uprawa
Jest całkowicie wytrzymały na mrozy i mało wymagający w stosunku do gleby. Znosi zanieczyszczenie powietrza i dobrze rośnie w miastach i w okręgach przemysłowych. Najlepiej rośnie w pełnym oświetleniu. W szkółkach rozmnaża się zazwyczaj z nasion lub przez odkłady.

## Zmienność
- Dereń świdwa 'Compressa' – krzew dorastający do 1 metra wysokości. Liście małe, mocno pomarszczone, koloru ciemnozielonego[5]. Roślina nie kwitnie, jesienią przebarwia się na kolor ciemnorubinowy[5]. Ze względu na małą ekspansywność oraz zwarty pokrój jest polecany do małych ogrodów o ograniczonej przestrzeni a także jako element rabat czy skalniaków[5].

Forma szczepiona tworzy kulistą formę bez potrzeby cięcia.